# Lijst van winnaars van een Primetime Emmy Award
Hieronder staat een lijst van winnaars van een Primetime Emmy Award in een komedieserie, dramaserie en acteurs in een hoofdrol.
| Jaar | Komedieserie | Dramaserie | Variété talkshow | Acteur in een komedieserie                                                                 | Acteur in een dramaserie                                                                   | Actrice in een komedieserie                                                                | Actrice in een dramaserie                                                                  |
| ---- | --- | --- | --- | ------------------------------------------------------------------------------------------ | ------------------------------------------------------------------------------------------ | ------------------------------------------------------------------------------------------ | ------------------------------------------------------------------------------------------ |
| 1949 | Pantomime Quiz (Meest populaire televisieprogramma) (KTLA) The Necklace (Beste film gemaakt voor televisie) (Your Show Time series) | Pantomime Quiz (Meest populaire televisieprogramma) (KTLA) The Necklace (Beste film gemaakt voor televisie) (Your Show Time series) | Pantomime Quiz (Meest populaire televisieprogramma) (KTLA) The Necklace (Beste film gemaakt voor televisie) (Your Show Time series) | Shirley Dinsdale (Beste tv-persoonlijkheid) (KTLA)                                         | Shirley Dinsdale (Beste tv-persoonlijkheid) (KTLA)                                         | Shirley Dinsdale (Beste tv-persoonlijkheid) (KTLA)                                         | Shirley Dinsdale (Beste tv-persoonlijkheid) (KTLA)                                         |
| 1950 | Texaco Star Theatre (KNBH) | Texaco Star Theatre (KNBH) | The Ed Wynn Show (KTTV) | Milton Berle (Beste tv-persoonlijkheid) (KNBH) Ed Wynn (Beste live persoonlijkheid) (KTTV) | Milton Berle (Beste tv-persoonlijkheid) (KNBH) Ed Wynn (Beste live persoonlijkheid) (KTTV) | Milton Berle (Beste tv-persoonlijkheid) (KNBH) Ed Wynn (Beste live persoonlijkheid) (KTTV) | Milton Berle (Beste tv-persoonlijkheid) (KNBH) Ed Wynn (Beste live persoonlijkheid) (KTTV) |
| 1951 | Pulitzer Prize Playhouse (ABC) | Pulitzer Prize Playhouse (ABC) | The Alan Young Show (CBS) | Alan Young (CBS)                                                                           | Alan Young (CBS)                                                                           | Gertrude Berg (CBS)                                                                        | Gertrude Berg (CBS)                                                                        |
| 1952 | The Red Skelton Show (CBS) | Studio One (CBS) | Your Show of Shows (NBC) | Sid Caesar (NBC)                                                                           | Sid Caesar (NBC)                                                                           | Imogene Coca (NBC)                                                                         | Imogene Coca (NBC)                                                                         |
| 1953 | I Love Lucy (CBS) | Robert Montgomery Presents (NBC) | Your Show of Shows (NBC) | Thomas Mitchell                                                                            | Thomas Mitchell                                                                            | Helen Hayes                                                                                | Helen Hayes                                                                                |
| 1954 | I Love Lucy (CBS) | The U.S. Steel Hour (ABC), Dragnet (NBC)                                                                                            | Omnibus (CBS) | Donald O'Connor, Colgate Comedy Hour (NBC)                                                 | Donald O'Connor, Colgate Comedy Hour (NBC)                                                 | Eve Arden, Our Miss Brooks, (CBS)                                                          | Eve Arden, Our Miss Brooks, (CBS)                                                          |
| 1955 | Make Room for Daddy (ABC) | The U.S. Steel Hour (ABC), Dragnet (NBC), Stories of the Century (Syndicated)                                                       | Walt Disney's Disneyland (ABC) | Danny Thomas, Make Room for Daddy (ABC)                                                    | Danny Thomas, Make Room for Daddy (ABC)                                                    | Loretta Young, The Loretta Young Show (NBC)                                                | Loretta Young, The Loretta Young Show (NBC)                                                |
| 1956 | The Phil Silvers Show (CBS) | Producers' Showcase (NBC) | Toast of the Town (CBS) | Phil Silvers, The Phil Silvers Show (CBS)                                                  | Phil Silvers, The Phil Silvers Show (CBS)                                                  | Lucille Ball, I Love Lucy (CBS)                                                            | Lucille Ball, I Love Lucy (CBS)                                                            |
| 1957 | The Phil Silvers Show (CBS) | Playhouse 90 (CBS) | Niet uitgereikt | Sid Caesar, Caesar's Hour (NBC)                                                            | Robert Young, Father Knows Best (CBS)                                                      | Nanette Fabray, Caesar's Hour (NBC)                                                        | Loretta Young, The Loretta Young Show (NBC)                                                |
| 1958 | The Phil Silvers Show (CBS) | Gunsmoke (CBS), Playhouse 90 (CBS)                                                                                                  | The Dinah Shore Chevy Show (NBC) | Robert Young, Father Knows Best (CBS)                                                      | Robert Young, Father Knows Best (CBS)                                                      | Jane Wyatt, Father Knows Best (CBS)                                                        | Jane Wyatt, Father Knows Best (CBS)                                                        |
| 1959 | The Jack Benny Show (CBS) | The Alcoa Hour / Goodyear Television Playhouse (NBC), Playhouse 90 (CBS), Maverick (ABC)                                            | The Dinah Shore Chevy Show (NBC) | Jack Benny, The Jack Benny Show (CBS)                                                      | Raymond Burr, Perry Mason (CBS)                                                            | Jane Wyatt, Father Knows Best (CBS)                                                        | Loretta Young, The Loretta Young Show (NBC)                                                |
| 1960 | Art Carney Special (NBC) | Playhouse 90 (CBS) | The Garry Moore Show (CBS) | Robert Stack, The Untouchables (ABC)                                                       | Robert Stack, The Untouchables (ABC)                                                       | Jane Wyatt, Father Knows Best (CBS)                                                        | Jane Wyatt, Father Knows Best (CBS)                                                        |
| 1961 | The Jack Benny Show (CBS) | Macbeth, Hallmark Hall of Fame (NBC)                                                                                                | Astaire Time (NBC) | Raymond Burr, Perry Mason (CBS)                                                            | Raymond Burr, Perry Mason (CBS)                                                            | Barbara Stanwyck, The Barbara Stanwyck Show (NBC)                                          | Barbara Stanwyck, The Barbara Stanwyck Show (NBC)                                          |
| 1962 | The Bob Newhart Show (NBC) | The Defenders (CBS) | The Garry Moore Show (CBS) | E.G. Marshall, The Defenders (CBS)                                                         | E.G. Marshall, The Defenders (CBS)                                                         | Shirley Booth, Hazel (NBC)                                                                 | Shirley Booth, Hazel (NBC)                                                                 |
| 1963 | The Dick Van Dyke Show (CBS) | The Defenders (CBS) | The Andy Williams Show (NBC) | Jack Klugman, The Defenders (CBS)                                                          | Jack Klugman, The Defenders (CBS)                                                          | Shirley Booth, Hazel (NBC)                                                                 | Shirley Booth, Hazel (NBC)                                                                 |
| 1964 | The Dick Van Dyke Show (CBS) | The Defenders (CBS) | The Danny Kaye Show (CBS) | Dick Van Dyke, The Dick Van Dyke Show (CBS)                                                | Dick Van Dyke, The Dick Van Dyke Show (CBS)                                                | Mary Tyler Moore, The Dick Van Dyke Show (CBS)                                             | Mary Tyler Moore, The Dick Van Dyke Show (CBS)                                             |
| 1965 | The Dick Van Dyke Show (CBS) | The Dick Van Dyke Show (CBS) | | Dick Van Dyke, The Dick Van Dyke Show (CBS)                                                | Dick Van Dyke, The Dick Van Dyke Show (CBS)                                                | Dick Van Dyke, The Dick Van Dyke Show (CBS)                                                | Dick Van Dyke, The Dick Van Dyke Show (CBS)                                                |
| 1966 | The Dick Van Dyke Show (CBS) | The Fugitive (ABC) | The Andy Williams Show (NBC) | Dick Van Dyke, The Dick Van Dyke Show (CBS)                                                | Bill Cosby, I Spy (NBC)                                                                    | Mary Tyler Moore, The Dick Van Dyke Show (CBS)                                             | Barbara Stanwyck, The Big Valley (ABC)                                                     |
| 1967 | The Monkees (NBC) | Mission: Impossible (CBS) | The Andy Williams Show (NBC) | Don Adams, Get Smart (NBC)                                                                 | Bill Cosby, I Spy (NBC)                                                                    | Lucille Ball, The Lucy Show (CBS)                                                          | Barbara Bain, Mission: Impossible (CBS)                                                    |
| 1968 | Get Smart (NBC) | Mission: Impossible (CBS) | Rowan & Martin's Laugh-In (NBC) | Don Adams, Get Smart (NBC)                                                                 | Bill Cosby, I Spy (NBC)                                                                    | Lucille Ball, The Lucy Show (CBS)                                                          | Barbara Bain, Mission: Impossible (CBS)                                                    |
| 1969 | Get Smart (NBC) | NET Playhouse (NET) | Rowan & Martin's Laugh-In (NBC) | Don Adams, Get Smart (NBC)                                                                 | Carl Betz, Judd for the Defense (ABC)                                                      | Hope Lange, The Ghost and Mrs. Muir (ABC)                                                  | Barbara Bain, Mission: Impossible (CBS)                                                    |
| 1970 | My World and Welcome to It (NBC) | Marcus Welby, M.D. (ABC) | The David Frost Show | William Windom, My World and Welcome to It (NBC)                                           | Robert Young, Marcus Welby, M.D. (ABC)                                                     | Hope Lange, The Ghost and Mrs. Muir (ABC)                                                  | Susan Hampshire, The Forsyte Saga (NET)                                                    |
| 1971 | All in the Family (CBS) | The Bold Ones: The Senator (NBC) | Singer Presents Burt Bacharach (CBS)                                                                                                | Jack Klugman, The Odd Couple (ABC)                                                         | Hal Holbrook, The Bold Ones: The Senator (NBC)                                             | Jean Stapleton, All in the Family (CBS)                                                    | Susan Hampshire, The First Churchills, (Masterpiece Theatre) (PBS)                         |
| 1972 | All in the Family (CBS) | Elizabeth R, (Masterpiece Theatre) (PBS)                                                                                            | Saturday Night Live (NBC) | Carroll O'Connor, All in the Family (CBS)                                                  | Peter Falk, Columbo (NBC)                                                                  | Jean Stapleton, All in the Family (CBS)                                                    | Glenda Jackson, Elizabeth R, (Masterpiece Theatre)                                         |
| 1973 | All in the Family (CBS) | The Waltons (CBS) | The Julie Andrews Hour (ABC) | Jack Klugman, The Odd Couple (ABC)                                                         | Richard Thomas, The Waltons (CBS)                                                          | Mary Tyler Moore, The Mary Tyler Moore Show (CBS)                                          | Michael Learned, The Waltons (CBS)                                                         |
| 1974 | M*A*S*H (CBS) | Upstairs, Downstairs, (Masterpiece Theatre) (PBS)                                                                                   | The Carol Burnett Show (CBS) | Alan Alda, M*A*S*H (CBS)                                                                   | Telly Savalas, Kojak (CBS)                                                                 | Mary Tyler Moore, The Mary Tyler Moore Show (CBS)                                          | Michael Learned, The Waltons (CBS)                                                         |
| 1975 | The Mary Tyler Moore Show (CBS) | Upstairs, Downstairs, (Masterpiece Theatre) (PBS)                                                                                   | The Carol Burnett Show (CBS) | Tony Randall, The Odd Couple (ABC)                                                         | Robert Blake, Baretta (ABC)                                                                | Valerie Harper, Rhoda (CBS)                                                                | Jean Marsh, Upstairs, Downstairs, (Masterpiece Theatre) (PBS)                              |
| 1976 | The Mary Tyler Moore Show (CBS) | Police Story (NBC) | Saturday Night Live (NBC) | Jack Albertson, Chico and the Man (NBC)                                                    | Peter Falk, Columbo (NBC)                                                                  | Mary Tyler Moore, The Mary Tyler Moore Show (CBS)                                          | Michael Learned, The Waltons (CBS)                                                         |
| 1977 | The Mary Tyler Moore Show (CBS) | Upstairs, Downstairs, (Masterpiece Theatre) (PBS)                                                                                   | Van Dyke and Company (NBC) | Carroll O'Connor, All in the Family (CBS)                                                  | James Garner, The Rockford Files (NBC)                                                     | Beatrice Arthur, Maude (CBS)                                                               | Lindsay Wagner, The Bionic Woman (ABC)                                                     |
| 1978 | All in the Family (CBS) | The Rockford Files (NBC) | The Muppet Show | Carroll O'Connor, All in the Family (CBS)                                                  | Edward Asner, Lou Grant (CBS)                                                              | Jean Stapleton, All in the Family (CBS)                                                    | Sada Thompson, Family (ABC)                                                                |
| 1979 | Taxi (ABC) | Lou Grant (CBS) | Steve & Eydie Celebrate Irving Berlin (NBC)                                                                                         | Carroll O'Connor, All in the Family (CBS)                                                  | Ron Leibman, Kaz (CBS)                                                                     | Ruth Gordon, Taxi (ABC)                                                                    | Mariette Hartley, The Incredible Hulk (CBS)                                                |
| 1980 | Taxi (ABC) | Lou Grant (CBS) | Baryshnikov on Broadway (ABC) | Richard Mulligan, Soap (ABC)                                                               | Edward Asner, Lou Grant (CBS)                                                              | Cathryn Damon, Soap (ABC)                                                                  | Barbara Bel Geddes, Dallas (CBS)                                                           |
| 1981 | Taxi (ABC) | Hill Street Blues (NBC) | Lily: Sold Out (CBS) | Judd Hirsch, Taxi (ABC)                                                                    | Daniel J. Travanti, Hill Street Blues (NBC)                                                | Isabel Sanford, The Jeffersons (CBS)                                                       | Barbara Babcock, Hill Street Blues (NBC)                                                   |
| 1982 | Barney Miller (ABC) | Hill Street Blues (NBC) | Night of 100 Stars (ABC) | Alan Alda, M*A*S*H (CBS)                                                                   | Daniel J. Travanti, Hill Street Blues (NBC)                                                | Carol Kane, Taxi (ABC)                                                                     | Michael Learned, Nurse (CBS)                                                               |
| 1983 | Cheers (NBC) | Hill Street Blues (NBC) | Motown 25: Yesterday, Today, Forever (NBC)                                                                                          | Judd Hirsch, Taxi (NBC)                                                                    | Ed Flanders, St. Elsewhere (NBC)                                                           | Shelley Long, Cheers (NBC)                                                                 | Tyne Daly, Cagney & Lacey (CBS)                                                            |
| 1984 | Cheers (NBC) | Hill Street Blues (NBC) | Kennedy Center Honors (CBS) | John Ritter, Three's Company (ABC)                                                         | Tom Selleck, Magnum P.I. (CBS)                                                             | Jane Curtin, Kate & Allie (CBS)                                                            | Tyne Daly, Cagney & Lacey (CBS)                                                            |
| 1985 | The Cosby Show (NBC) | Cagney & Lacey (CBS) | Motown Returns to the Apollo (NBC)                                                                                                  | Robert Guillaume, Benson (ABC)                                                             | William Daniels, St. Elsewhere (NBC)                                                       | Jane Curtin, Kate & Allie (CBS)                                                            | Tyne Daly, Cagney & Lacey (CBS)                                                            |
| 1986 | The Golden Girls (NBC) | Cagney & Lacey (CBS) | Kennedy Center Honors (CBS) | Michael J. Fox, Family Ties (NBC)                                                          | William Daniels, St. Elsewhere (NBC)                                                       | Betty White, The Golden Girls (NBC)                                                        | Sharon Gless, Cagney & Lacey (CBS)                                                         |
| 1987 | The Golden Girls (NBC) | L.A. Law (NBC) | 41ste Tony Awards (CBS) | Michael J. Fox, Family Ties (NBC)                                                          | Bruce Willis, Moonlighting (ABC)                                                           | Rue McClanahan, The Golden Girls (NBC)                                                     | Sharon Gless, Cagney & Lacey (CBS)                                                         |
| 1988 | The Wonder Years (ABC) | thirtysomething (ABC) | Irving Berlin's 100th Birthday Celebration (CBS)                                                                                    | Michael J. Fox, Family Ties (NBC)                                                          | Richard Kiley, A Year in the Life (NBC)                                                    | Beatrice Arthur, The Golden Girls (NBC)                                                    | Tyne Daly, Cagney & Lacey (CBS)                                                            |
| 1989 | Cheers (NBC) | L.A. Law (NBC) | The Tracey Ullman Show (Fox) | Richard Mulligan, Empty Nest (NBC)                                                         | Carroll O'Connor, In the Heat of the Night (NBC)                                           | Candice Bergen, Murphy Brown (CBS)                                                         | Dana Delany, China Beach (ABC)                                                             |
| 1990 | Murphy Brown (CBS) | L.A. Law (NBC) | In Living Color (Fox) | Ted Danson, Cheers (NBC)                                                                   | Peter Falk, Columbo (ABC)                                                                  | Candice Bergen, Murphy Brown (CBS)                                                         | Patricia Wettig, thirtysomething (ABC)                                                     |
| 1991 | Cheers (NBC) | L.A. Law (NBC) | 63ste Oscaruitreiking (ABC) | Burt Reynolds, Evening Shade (CBS)                                                         | James Earl Jones, Gabriel's Fire (ABC)                                                     | Kirstie Alley, Cheers (NBC)                                                                | Patricia Wettig, thirtysomething (ABC)                                                     |
| 1992 | Murphy Brown (CBS) | Northern Exposure (CBS) | The Tonight Show Starring Johnny Carson (NBC)                                                                                       | Craig T. Nelson, Coach (ABC)                                                               | Christopher Lloyd, Avonlea (Disney)                                                        | Candice Bergen, Murphy Brown (CBS)                                                         | Dana Delany, China Beach (ABC)                                                             |
| 1993 | Seinfeld (NBC) | Picket Fences (CBS) | Saturday Night Live (NBC) | Ted Danson, Cheers (NBC)                                                                   | Tom Skerritt, Picket Fences (CBS)                                                          | Roseanne, Roseanne (ABC)                                                                   | Kathy Baker, Picket Fences (CBS)                                                           |
| 1994 | Frasier (NBC) | Picket Fences (CBS) | Late Show with David Letterman (CBS)                                                                                                | Kelsey Grammer, Frasier (NBC)                                                              | Dennis Franz, NYPD Blue (ABC)                                                              | Candice Bergen, Murphy Brown (CBS)                                                         | Sela Ward, Sisters (NBC)                                                                   |
| 1995 | Frasier (NBC) | NYPD Blue (ABC) | The Tonight Show with Jay Leno (NBC)                                                                                                | Kelsey Grammer, Frasier (NBC)                                                              | Mandy Patinkin, Chicago Hope (CBS)                                                         | Candice Bergen, Murphy Brown (CBS)                                                         | Kathy Baker, Picket Fences (CBS)                                                           |
| 1996 | Frasier (NBC) | ER (NBC) | Dennis Miller Live (HBO) | John Lithgow, 3rd Rock from the Sun (NBC)                                                  | Dennis Franz, NYPD Blue (ABC)                                                              | Helen Hunt, Mad About You (NBC)                                                            | Kathy Baker, Picket Fences (CBS)                                                           |
| 1997 | Frasier (NBC) | Law & Order (NBC) | Tracey Takes On (HBO) | John Lithgow, 3rd Rock from the Sun (NBC)                                                  | Dennis Franz, NYPD Blue (ABC)                                                              | Helen Hunt, Mad About You (NBC)                                                            | Gillian Anderson, The X-Files (FOX)                                                        |
| 1998 | Frasier (NBC) | The Practice (ABC) | Late Show with David Letterman (CBS)                                                                                                | Kelsey Grammer, Frasier (NBC)                                                              | Andre Braugher, Homicide: Life on the Street (NBC)                                         | Helen Hunt, Mad About You (NBC)                                                            | Christine Lahti, Chicago Hope (CBS)                                                        |
| 1999 | Ally McBeal (FOX) | The Practice (ABC) | Late Show with David Letterman (CBS)                                                                                                | John Lithgow, 3rd Rock from the Sun (NBC)                                                  | Dennis Franz, NYPD Blue (ABC)                                                              | Helen Hunt, Mad About You (NBC)                                                            | Edie Falco, The Sopranos (HBO)                                                             |
| 2000 | Will & Grace (NBC) | The West Wing (NBC) | Late Show with David Letterman (CBS)                                                                                                | Michael J. Fox, Spin City (ABC)                                                            | James Gandolfini, The Sopranos (HBO)                                                       | Patricia Heaton, Everybody Loves Raymond (CBS)                                             | Sela Ward, Once and Again (ABC)                                                            |
| 2001 | Sex and the City (HBO) | The West Wing (NBC) | Late Show with David Letterman (CBS)                                                                                                | Eric McCormack, Will & Grace (NBC)                                                         | James Gandolfini, The Sopranos (HBO)                                                       | Patricia Heaton, Everybody Loves Raymond (CBS)                                             | Edie Falco, The Sopranos (HBO)                                                             |
| 2002 | Friends (NBC) | The West Wing (NBC) | Late Show with David Letterman (CBS)                                                                                                | Ray Romano, Everybody Loves Raymond (CBS)                                                  | Michael Chiklis, The Shield (FX)                                                           | Jennifer Aniston, Friends (NBC)                                                            | Allison Janney, The West Wing (NBC)                                                        |
| 2003 | Everybody Loves Raymond (CBS) | The West Wing (NBC) | The Daily Show (Comedy Central) | Tony Shalhoub, Monk (USA)                                                                  | James Gandolfini, The Sopranos (HBO)                                                       | Debra Messing, Will & Grace (NBC)                                                          | Edie Falco, The Sopranos (HBO)                                                             |
| 2004 | Arrested Development (FOX) | The Sopranos (HBO) | The Daily Show (Comedy Central) | Kelsey Grammer, Frasier (NBC)                                                              | James Spader, The Practice, Boston Legal (ABC)                                             | Sarah Jessica Parker, Sex and the City (HBO)                                               | Allison Janney, The West Wing (NBC)                                                        |
| 2005 | Everybody Loves Raymond (CBS) | Lost (ABC) | The Daily Show (Comedy Central) | Tony Shalhoub, Monk (USA)                                                                  | James Spader, The Practice, Boston Legal (ABC)                                             | Felicity Huffman, Desperate Housewives (ABC)                                               | Patricia Arquette, Medium (NBC)                                                            |
| 2006 | The Office US (NBC) | 24 (FOX) | The Daily Show (Comedy Central) | Tony Shalhoub, Monk (USA)                                                                  | Kiefer Sutherland, 24 (FOX)                                                                | Julia Louis-Dreyfus, The New Adventures of Old Christine (CBS)                             | Mariska Hargitay, Law & Order: Special Victims Unit (NBC)                                  |
| 2007 | 30 Rock (NBC) | The Sopranos (HBO) | The Daily Show (Comedy Central) | Ricky Gervais, Extras (BBC/HBO)                                                            | James Spader, Boston Legal (ABC)                                                           | America Ferrera, Ugly Betty (ABC)                                                          | Sally Field, Brothers & Sisters (ABC)                                                      |
| 2008 | 30 Rock (NBC) | Mad Men (AMC) | The Daily Show (Comedy Central) | Alec Baldwin, 30 Rock (NBC)                                                                | Bryan Cranston, Breaking Bad (AMC)                                                         | Tina Fey, 30 Rock (NBC)                                                                    | Glenn Close, Damages (FX)                                                                  |
| 2009 | 30 Rock (NBC) | Mad Men (AMC) | The Daily Show (Comedy Central) | Alec Baldwin, 30 Rock (NBC)                                                                | Bryan Cranston, Breaking Bad (AMC)                                                         | Toni Collette, United States of Tara (NBC)                                                 | Glenn Close, Damages (FX)                                                                  |
| 2010 | Modern Family (ABC) | Mad Men (AMC) | The Daily Show (Comedy Central) | Jim Parsons, The Big Bang Theory (CBS)                                                     | Bryan Cranston, Breaking Bad (AMC)                                                         | Edie Falco, Nurse Jackie (Showtime)                                                        | Kyra Sedgwick, The Closer (TNT)                                                            |
| 2011 | Modern Family (ABC) | Mad Men (AMC) | The Daily Show (Comedy Central) | Jim Parsons, The Big Bang Theory (CBS)                                                     | Kyle Chandler, Friday Night Lights (ABC)                                                   | Melissa McCarthy, Mike & Molly (CBS)                                                       | Julianna Margulies, The Good Wife (CBS)                                                    |
| 2012 | Modern Family (ABC) | Homeland (Showtime) | The Daily Show (Comedy Central) | Jon Cryer, Two and a Half Men (CBS)                                                        | Damian Lewis, Homeland (Showtime)                                                          | Julia Louis-Dreyfus, Veep (HBO)                                                            | Claire Danes, Homeland (Showtime)                                                          |
| 2013 | Modern Family (ABC) | Breaking Bad (AMC) | The Colbert Report (Comedy Central)                                                                                                 | Jim Parsons, The Big Bang Theory (CBS)                                                     | Jeff Daniels, The Newsroom (HBO)                                                           | Julia Louis-Dreyfus, Veep (HBO)                                                            | Claire Danes, Homeland (Showtime)                                                          |
| 2014 | Modern Family (ABC) | Breaking Bad (AMC) | The Colbert Report (Comedy Central)                                                                                                 | Jim Parsons, The Big Bang Theory (CBS)                                                     | Bryan Cranston, Breaking Bad (AMC)                                                         | Julia Louis-Dreyfus, Veep (HBO)                                                            | Julianna Margulies, The Good Wife (CBS)                                                    |
| 2015 | Veep (HBO) | Game of Thrones (HBO) | The Daily Show (Comedy Central) | Jeffrey Tambor, Transparent (Amazon)                                                       | Jon Hamm, Mad Men (AMC)                                                                    | Julia Louis-Dreyfus, Veep (HBO)                                                            | Viola Davis, How to Get Away with Murder (ABC)                                             |
| 2016 | Veep (HBO) | Game of Thrones (HBO) | Last Week Tonight with John Oliver (HBO)                                                                                            | Jeffrey Tambor, Transparent (Amazon)                                                       | Rami Malek, Mr. Robot (USA)                                                                | Julia Louis-Dreyfus, Veep (HBO)                                                            | Tatiana Maslany, Orphan Black (BBC America)                                                |
| 2017 | Veep (HBO) | The Handmaid's Tale (Hulu) | Last Week Tonight with John Oliver (HBO)                                                                                            | Donald Glover, Atlanta (FX)                                                                | Sterling K. Brown, This Is Us (NBC)                                                        | Julia Louis-Dreyfus, Veep (HBO)                                                            | Elisabeth Moss, The Handmaid's Tale (Hulu)                                                 |
| 2018 | The Marvelous Mrs. Maisel (Amazon)                                                                                                  | Game of Thrones (HBO) | Last Week Tonight with John Oliver (HBO)                                                                                            | Bill Hader, Barry (HBO)                                                                    | Matthew Rhys, The Americans (FX)                                                           | Rachel Brosnahan, The Marvelous Mrs. Maisel (Amazon)                                       | Claire Foy, The Crown (Netflix)                                                            |
| 2019 | Fleabag (Amazon) | Game of Thrones (HBO) | Last Week Tonight with John Oliver (HBO)                                                                                            | Bill Hader, Barry (HBO)                                                                    | Billy Porter, Pose (FX)                                                                    | Phoebe Waller-Bridge, Fleabag (Amazon)                                                     | Jodie Comer, Killing Eve (BBC America)                                                     |
| 2020 | Schitt's Creek (Pop) | Succession (HBO) | Last Week Tonight with John Oliver (HBO)                                                                                            | Eugene Levy, Schitt's Creek (Pop)                                                          | Jeremy Strong, Succession (HBO)                                                            | Catherine O'Hara, Schitt's Creek (Pop)                                                     | Zendaya, Euphoria (HBO)                                                                    |
| 2021 | Ted Lasso (Apple TV+) | The Crown (Netflix) | Last Week Tonight with John Oliver (HBO)                                                                                            | Jason Sudeikis, Ted Lasso (Apple TV+)                                                      | Josh O'Connor, The Crown (Netflix)                                                         | Jean Smart, Hacks (HBO)                                                                    | Olivia Colman, The Crown (Netflix)                                                         |
| 2022 | Ted Lasso (Apple TV+) | Succession (HBO) | Last Week Tonight with John Oliver (HBO)                                                                                            | Jason Sudeikis, Ted Lasso (Apple TV+)                                                      | Lee Jung-jae, Squid Game (Netflix)                                                         | Jean Smart, Hacks (HBO)                                                                    | Zendaya, Euphoria (HBO)                                                                    |